# Куллины
Кулли́ны (англ. cullins) — семейство гидрофобных белков, служащих скэффолдом для убиквитинлигаз (E3). Все эукариоты, как представляется, имеют куллины. Они в сочетании с RING-белками  образуют куллин-RING убиквитинлигазы (CRL), которые весьма разнообразны и играют роль во многих клеточных процессах, например, протеолизе (они разрушают около 20 % клеточных белков), эпигенетической регуляции, работе иммунитета растений, опосредованного салициловой кислотой.

## Функции
Куллин-RING убиквитинлигазы (CRL), такие как Cul1 (SCF), необходимы для направления белков на убиквитин-опосредованную ликвидацию; как таковые, они разнообразны по составу и функции, регулируют различные процессы от чувствительности к глюкозе и репликации ДНК до формирования конечностей и работы циркадных ритмов. Каталитическое ядро CRL состоит из RING-белка и члена семейства куллинов. Например, у Cul1 С-концевой домен гомолога куллина связывает RING-белок. RING-белок, по-видимому, функционирует в качестве сайта докинга для убиквитин-конъюгирующих ферментов (E2S). Другие белки содержат домен гомолога куллина; к числу таких белков относятся APC2 — субъединица комплекса стимуляции анафазы/циклосомы и PARC — цитоплазматический якорь для p53; и APC2, и PARC обладают убиквитинлигазной активностью. N-концевой участок куллинов более вариабелен и используется для взаимодействия с конкретными адаптерными белками.

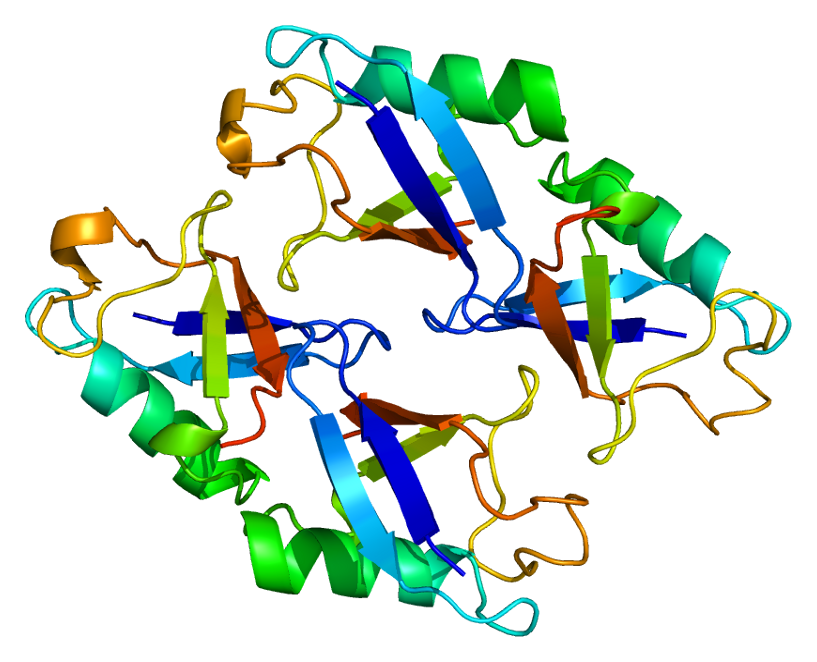
Пространственная структура белка Nedd8

За исключением APC2, каждый член семейства куллинов модифицируется с участием Nedd8, и несколько куллинов функционируют в убиквитин-зависимом протеолизе — процессе, в котором 26S протеасома распознает и впоследствии разрушает целевой белок, маркированный с K48-связанными полиубиквитиновыми цепочками. Nedd8/Rub1 является небольшим убикитвиноподобным белком, который, как было первоначально установлено, конъюгирован с Cdc53 — куллиновым компонентом комплекса SCF (белок Skp1-Cdc53/Cul1-F-box) с убиквитинлиагзой Е3 у  Saccharomyces cerevisiae  (пекарские дрожжи). Модификация посредством Nedd8 теперь предстаёт в качестве фундаментального важного регулирующего пути для управления клеточным циклом и для эмбриогенеза у Metazoa. Единственными выявленными субстратами для модификации при помощи Nedd8 являются куллины. Неддилирование (т. е. модификации при помощи Nedd8) приводит к ковалентному присоединению остатка Nedd8 на консервативный лизиновый остаток куллина. Считается, что присоединение Nedd8 к куллину активирует последний и делает его нестабильным. Обратный процесс — денедиллирование — делает куллины стабильными и делает возможным работу убиквитинлигазы Е3, для работы которой необходим куллин. Денедиллирование осуществляет COP9-сигналосома (CSN), обладающая изопептидазной активностью.

## Члены семейства
Геном человека содержит семь генов, кодирующих белки семейства куллинов:
- CUL1, часть комплекса SCF
- CUL2[англ.], часть комплекса ECS (Elongin С - CUL2 - SOCS box)
- CUL3, часть комплекса CUL3-BTB
- CUL4A
- CUL4B
- CUL5
- CUL7
- более отдаленные члены называются ANAPC2, часть комплекса стимуляции анафазы.

## Клиническое значение
Показано, что куллин-1 задействован в развитии рака предстательной железы. У куллина-4B выявлена опухолестимулирующая активность, и при многих видах рака у человека наблюдается сверхэкспрессия этого белка, в частности, при раке печени. Различные этапы работы куллин-RING-убиквитинлигаз, в том числе неддилирование, являются важными мишенями для разработки противораковых препаратов.